# Иракска информационна агенция
Иракската информационна агенция (на арабски: وكالة الأنباء العراقية) е информационна агенция в Ирак, създадена през март 1959 г. по време на ерата на Абдул Карим Касим, със седалище в Багдад. Това е втората информационна агенция сред арабските страни в региона след Близкоизточната информационна агенция в Египет, която е създадена през 1955 г.
Иракската информационна агенция е достигала 320 редакторски, технически и административен брой служители и е имала 48 офиса и кореспонденти в арабски и чужди страни. След налагането на санкции на Ирак през август 1990 г. този брой е намален на 15. През април 1999 г. Иракската информационна агенция стартира сайт на арабски и английски език. Водещи световни информационни агенции като Агенция Франс Прес, ДПА и ЕФЕ се абонират за агенцията.
От началото на войната с Иран през 80-те години на XX век кореспондентите, базирани там, са строго ограничени. По това време правителството иска да разполага с единен официален източник, който да популяризира важни и чувствителни новини по начин, който подкрепя правителството. Агенцията функционира като пропаганден инструмент за правителството на Саддам Хюсеин по време на неговото управление.